# At The Idyll’s End
A Gustave Tiger első nagylemeze, az At The Idyll’s End 2014-ben jelent meg szerzői kiadásban. A lemez stílusát az együttes katedrálispánkként határozta meg. A lemez hangulatvilágáról így írt Lang Ádám a Magyar Narancsban: "A Gustave Tiger úgy fest abszurd történelmi tablókat, és idézi meg régi, nagy formátumú emberek tébolyát a független gitárzenék eszköztárával, hogy nemcsak vicces és szórakoztató lesz az egész, hanem többször katartikus is." A lemez érdekessége, hogy kazettán is megjelent.

## A lemez dalai
1. At The Idyll's End (With Azalia Snail) (1:45)
2. Desdemona In Tashkent	(1:58)
3. Gourgandine Simaitha (1:06)
4. Sister Sybarite (3:45)
5. Lady Into Fox	(1:40)
6. Imperial Bride (1:33)
7. Clitoris Crucifix (0:40)
8. Virgin Shepherdess Undressed (3:19)
9. Mary Of The Seas (2:19)
10. Covet To Die (2:39)
11. Idiot Prince (4:11)
12. Spes Deorum (2:55)
13. Good Times, King James (4:27)
14. A Sors Féltett Gyermeke (1:48)